# STANAG 4569
STANAG 4569 — угода зі стандартизації НАТО STANAG порядковий номер 4569 «Методи оцінки рівнів захисту бойових броньованих машин легкої категорії від ураження боєприпасами кінетичної дії й осколками осколково-фугасних снарядів польової артилерії».
Визначає, зокрема, рівні захисту екіпажів бойових броньованих машин від ураження боєприпасами кінетичної дії (бронебійними з твердим осередком), осколками осколково-фугасних снарядів польової артилерії, фугасною дією (контактний підрив) саморобних вибухових пристроїв (IED) та кумулятивних боєприпасів. STANAG 4569 передбачає п'ять рівнів захисту, перехід від першого до п'ятого рівня відповідає зростанню захищеності машини.

## Історія
Наказом генерального директора ДП «УкрНДНЦ» від 26 грудня 2017 року було прийнято низку національних нормативних документів, гармонізованих з нормативними документами НАТО, методом підтвердження як пробні. Серед них був і STANAG 4569. Він був ухвалений як низка державних стандартів України:
- ДСТУ-П STANAG 4569:2017 (STANAG 4569 Ed:3/AEP-55 VOL I, IDT)
Оцінювання рівня захисту броньованих транспортних засобів. Кінетична енергія та загроза артилерійської атаки
- ДСТУ-П STANAG 4569:2017 (STANAG 4569 Ed:3/AEP-55 VOL II, IDT)
Оцінювання рівня захисту броньованих транспортних засобів. Мінна загроза
- ДСТУ-П STANAG 4569:2017 (STANAG 4569 Ed:3/AEP-55 VOL III, IDT)
Оцінювання рівня захисту броньованих транспортних засобів. Загроза саморобних вибухових пристроїв
- ДСТУ-П STANAG 4569:2017 (STANAG 4569 Ed:3/AVPP-1, IDT)
Оцінювання рівня захисту броньованих транспортних засобів. Переліки рівнів захисту екіпажів броньованих транспортних засобів

При цьому термін чинності даних стандартів було обмежено 1 лютого 2021 року.
В лютому 2021 року набули чинності оновлені державні стандарти
- ДСТУ STANAG 4569:2021 Оцінювання рівня захисту броньованих транспортних засобів[джерело?]

16 лютого 2016 р. в Україні пройшли перші випробування бронемашини на протимінну стійкість. Раніше це робили лише математичним моделюванням.
Офіційно це були одночасно державні випробування бронеавтомобілю ББМ «Козак 2» виробництва НВО «Практика» — згідно з наказом МВС № 12 від 13.01.2016, та порівняльні відомчі випробування відповідно до наказу МО № 4 від 13.01.2016. Програма випробувань була розроблена Центральним науково-дослідним інститутом МВС України. Одна з цих методик безпосередньо стосується оцінки рівня протимінної стійкості зразка.
Умови та методика проведення випробувань були максимально наближені до вимог STANAG 4569.

## Рівні

### Рівень 1
- Протикульовий захист: куля M80 (проста) набою 7,62 мм х 51 на дистанції 30 метрів на швидкості зустрічі 833 м/с
  - Або куля SS 109 патрона 5,56 × 45 мм НАТО на дистанції 30 метрів на швидкості зустрічі 900 м/с
  - Або куля М193 (проста) патрона 5,56 × 45 мм НАТО на дистанції 30 метрів на швидкості зустрічі 937 м/с
- Протиосколковий захист: вибух 155 мм осколково—фугасного снаряда на дистанції 100 м
- Протимінний захист: Ручні гранати, бойові елементи артилерійських снарядів, що не вибухнули, та протипіхотні вибухові пристрої у разі підриву під машиною.

### Рівень 2
- Протикульовий захист: куля БЗ, бронебійно-запалювальна, патрона 7,62x39 мм на дистанції 30 метрів при швидкості зустрічі 695 м/с
- Протиосколковий захист: підрив 155 мм осколково-фугасного снаряда на дистанції 80 м
- Протимінний захист: підрив протитанкової міни фугасної дії (маса заряду 6 кг вибухівки):
  - 2а — вибух міни від наїзду колесом або гусеницею
  - 2b — підрив міни під днищем.

### Рівень 3
- Протикульовий захист: бронебійна куля Bofors Carl Gustaf FFV AP M993 (сердечник WC) набою 7,62×51 мм на відстані 30 метрів на швидкості зустрічі 930 м/с
- Протиосколковий захист: вибух 155 мм снаряда на відстані 60 м
- Протимінний захист: підрив протитанкової міни фугасного дії (маса заряду 8 кг ВР):
  - 3а — вибух міни від наїзду колесом або гусеницею
  - 3b — підрив міни під днищем.

### Рівень 4
- Протикульовий захист: куля Б-32 набою 14,5×114 мм на відстані 200 метрів при швидкості зустрічі 911 м/с
- Протиосколковий захист: вибух 155 мм осколково-фугасного снаряда на відстані 30 м
- Протимінний захист: підрив протитанкової міни фугасної дії (маса заряду 10 кг ВР):
  - 4а — вибух міни від наїзду колесом або гусеницею
  - 4b — підрив міни під днищем.

### Рівень 5
- Протиснарядний захист: 25 мм бронебійний підкаліберний снаряд типу APDS-T, індекс патрона «Ерлікон-Контравес» PMB 073 на дистанції 500 метрів на швидкості зустрічі 1258 м/с
- Протиосколковий захист: вибух 155 мм осколково-фугасного снаряда на дистанції 25 м
- Протимінний захист: немає данихДеякі характеристики боєприпасів, використовуваних при оцінці рівнів захисту машин по STANAG 4569[1].

| Захист   | Боєприпас                                | Маса кулі/снаряда, гр. | Матеріал сердечника | Маса сердечника, гр | Ударна швидкість, м/с | Примітка/постачальник боєприпасу                                                                          |
| -------- | ---------------------------------------- | ---------------------- | ------------------- | ------------------- | --------------------- | --- |
| Рівень 1 | куля М80 набою 7,62 мм × 51 НАТО         | 9,65                   | свинець             | -                   | 833                   | Допускається застосування національних еквівалентів патрона НАТО: в Канаді С21, в Німеччині DM41          |
| Рівень 2 | куля БЗ набою 7,62 мм × 39               | 7,77                   | сталь               | -                   | 695                   | Державні арсенали країн СНД і КНР                                                                         |
| Рівень 3 | куля FFV AP M993 набою 7,62 мм x 51 НАТО | -                      | карбід вольфраму    | 8,4                 | 930                   | В даний час випускається під позначенням Nammo AP8                                                        |
| Рівень 4 | куля Б-32 набою 14,5 мм x 114            | 63,4                   | сталь               | -                   | 911                   | Патрон випускається за спеціальним кресленням Лабораторії сухопутних військ США: ARL Drawing number 32000 |
| Рівень 5 | снаряд PMB 073 набою 25 мм x 137         | 150                    | вольфрамовий сплав  | 121,5               | 1258                  | Оригінальний виробник                                                                                     |